# 柱二 (毕宿)
柱二，即御夫座ζ（ζ Aur, ζ Aurigae）是一个位于御夫座的双星系统，距离地球约790光年。
柱二是一颗食双星，视星等在+3.61至+3.99之间变化，平均视星等为3.769，光变周期为972天。柱二的主星是一颗K-型红巨星，它的伴星是一颗B型主序星。
在中国古代星官系统中，它属于西方白虎七宿毕宿的星官柱第二星，这也是柱二名字的来由。在西方，它被称为Haedus（或Hoedus）和Sadatoni （或Saclateri）。它被认为是母羊（御夫座α，即五车二）所生的两只小羊之一（另一只是御夫座η，即柱三），因此被称为Haedus或Haedus I。Sadatoni这个名字来自于阿拉伯语الساعد الثاني(as-sācid aθ-θānī )，意思为“（战车的驾驭者）的第二只手”。